# Demicryptochironomus latior
Demicryptochironomus latior är en tvåvingeart som beskrevs av Reiss 1988. Demicryptochironomus latior ingår i släktet Demicryptochironomus och familjen fjädermyggor. Inga underarter finns listade i Catalogue of Life.